# Psecadius
Psecadius (лат.) — род жужелиц из подсемейства Harpalinae. Африка.

## Описание
Длина до 2 см. Тело широкое, основная окраска чёрня с жёлтыми или оранжевыми пятнами на надкрыльях. Голова узкая, длиннее своей ширины, с выступающими фасеточными глазами. Усики длинные, превышают более половины длины тела. Переднеспинка шестиугольная, длиннее ширины, сильно пунктирована. Надкрылья имеют овальную форму, значительно шире передней части тела. Быстрые ночные охотники, которые охотятся на различных беспозвоночных.

## Классификация
Известно 4 вида. Относят к подтрибе Panagaeina трибы Panagaeini из надтрибы Chlaeniitae в составе подсемейства Harpalinae.
- Psecadius alluaudi (Vuillet, 1911)
- Psecadius eustalactus (Gerstaecker, 1866)
- Psecadius eximius (Sommer, 1852)
- Psecadius obertheuri (Gestro, 1895)